# Електрод
Електро́д (від електро- та грецького hodos — шлях), (англ. electrode, нім. Elektrode f) — конструктивний елемент електронного, йонного чи електротехнічного приладу чи технологічної установки, який є провідником певної форми, що з'єднує відрізок електричного кола, який знаходиться в робочому середовищі (вакуум, газ, напівпровідник, рідина), з іншою частиною цього кола, яка утворюється дротами.
Електрод — це металевий або неметалевий стрижень, призначений для підведення струму до зварювальної дуги. (у зварюванні)

## Загальний опис
Електрод — електронопровідна фаза (зокрема — метал), яка контактує з йонопровідною — електролітом, так що на міжфазній границі виникає різниця потенціалів, і якщо електроди замикаються в коло, то через нього може протікати електричний струм. При проходженні через коло струму від зовнішнього джерела на електроді відбувається електрохімічна реакція, при тому додатній знак приписується потокові електронів від реагентів на електрод (це анод, на якому, отже, йде оксидація), тоді як на другому електродові — катоді — відбувається віддача електронів на субстрат — електровідновлення. В ідеально поляризованому електроді перехід електронів через міжфазну границю є неможливим, на відміну від неполяризовного або оборотного, в якому такий перехід здійснюється безперешкодної при пропусканні струму його потенціал практично не змінюється.
Електрод електронного приладу (електронної лампи, електроннопроменевого приладу, напівпровідникового приладу тощо) зазвичай виготовляють у вигляді пластинки, сітки, циліндра тощо. Електрод виконує різноманітні функції, наприклад, такі електроди, як катод, фотокатод, використовуються як джерела електронів; сітки (керуючі, екрануючі, антидінатронні) та електроди електронних гармат використовуються для створення всередині приладу електричних полів, які керують рухом електронів і йонів у робочому середовищі; анод виконує роль колектора електронів.

## Електрод першого роду
Простий металевий електрод, занурений в розчин, що містить однойменний з ним йон (наприклад, срібло в розчині аргентум нітрату). Рівноважний потенціал цього електроду є функцією концентрації катіона електродного металу в розчині.

## Електрод другого роду
Металевий збірний електрод з рівноважним потенціалом, що є функцією концентрації аніона в розчині (наприклад, каломельний електрод). Складається з металу, що контактує зі слабко розчинною сіллю цього ж металу, занурений у розчин, що містить аніон, однойменний з сіллю металу (наприклад, Ag|AgCl|розчин KCl). Потенціал металу контролюється концентрацією його катіона в розчині, а ця, у свою чергу, концентрацією аніона в розчині через добуток розчинності слабко розчинної металічної солі.

## Електрод третього роду
Металевий збірний електрод, рівноважний потенціал якого є функцією концентрації катіона, іншого, ніж катіон, однойменний з електродним металом. Застосовується в сенсорах для йонів металів, що не стабільні у водних розчинах (приміром, Mg, Са). Складається з металу, що контактує з двома слабкорозчинними солями (одна містить катіон електродного металу, інша — катіон, який треба визначити, обидві солі мають спільний аніон), зануреного в розчин, що містить сіль другого металу(наприклад, цинк метал|цинк оксалат|кальцій оксалат|розчин кальцієвої солі). Потенціал металу контролюється концентрацією в розчині його катіона, концентрація цього катіона визначається концентрацією аніона в розчині через добуток розчинності слабко розчинної солі металу, що, в свою чергу, контролюється концентрацією катіона другої слабко розчинної солі. Ці електроди нестійкі завдяки серії рівноваг, які повинні встановитись, щоб отримувати стабільні результати.

## Ідеальний поляризований електрод
Електрод, на якому не можуть відбуватися електродні реакції в досить широких межах електродного потенціалу. Отже, електрод веде себе як конденсатор і лише конденсаторний
струм (не фарадеїв струм) тече при зміні потенціалу. Багато електродів ведуть себе як ідеально поляризований електрод, але лише в певній області електродного потенціалу, званій областю подвійного шару (double-layer range).